# Kokin Wakashū
El Kokin Wakashū (古今和歌集), comunament abreujat a Kokinshū (古今集) és una antologia imperial "yamato-uta" de principis del Període Heian, concebuda per l'Emperador Uda (r. 887-897) i ordenada pel seu fill l'Emperador Daigo (r. 897–930). La seva forma final data del 920 però, d'acord ambdiverses versions històriques, l'últim poema va ser afegit a la col·lecció el 914. Els compiladors de l'antologia van ser quatre poetes cortesans dirigits per Ki no Tsurayuki. Els altres tres van ser Ki no Tomonori (que va morir abans d'acabar-los), Ōshikōchi Mitsune, i Mibu no Tadamine. El nom de l'antologia significa "Col·leccions de temps antics i moderns".

## Importància
El Kokinshū és la primera de les vint-i-una col·leccions de poesia japonesa acabades per petició imperial Nijūichi Daishū (二十一大集). Aquesta obra va ser la poesia més influent dels seus temps, dictant la forma i el format de la poesia japonesa fins a finals del segle xix. Va ser també la primera antologia que es va dividir en poemes de les estacions i de l'amor. La primacia dels poemes de les estacions comença en el Kokinshū i continua encara amb la tradició del Haiku.
La introducció en japonès per Ki no Tsurayuki també va ser la primera crítica japonesa diferent de la poètica xinesa que predominava en els cercles d'aquells temps. (L'antologia també inclou una introducció en xinès tradicional escrita per Ki no Tomori.) La idea d'influir poemes vells així com nous va ser una altra innovació important en el Kokinshū que ha estat àmpliament adoptada en treballs posteriors de prosa i vers. Els poemes del Kokinshū van ser ordenats temporalment; els poemes d'amor, per exemple, encara que foren escrits per molts poetes diferents, són ordenats de tal manera que el lector pugui entendre l'evolució i els canvis d'harmonia cortesans. Aquesta associació d'un poema amb la següent identifica a l'antologia com l'ancestral de les tradicions Renga i Haikai.

## L'estructura
El nombre exacte de poemes en la col·lecció és un tema bastant delicat. L'edició d'Internet conté 1,111 poemes. La col·lecció es divideix en vint parts, reflectint models vells com el Man'yōshū i diverses antologies xineses. Per l'altra banda, l'organització dels temes és diferent de la dels models anteriors i va ser copiada en totes les col·leccions oficials posteriors. S'ha de notar que algunes col·leccions com la Kin'yō Wakashū i la Shika Wakashū han reduït el model a deu mil parts
A baix es mostra la taula que mostra els nombres en japonès de les parts del 'Kokinshū", com es llegeix en japonès en l'actualitat, i el seu significat en català.
| Tema         | Parts               | Parts                                         | Parts         | Parts               |
| ------------ | ------------------- | --------------------------------------------- | ------------- | ------------------- |
| Estacions    | 1-2                 | Poemes de primavera                           | 春歌          | haru no uta         |
| Estacions    | 3                   | Poemes d'estiu                                | 夏歌          | natsu no uta        |
| Estacions    | 4-5                 | Poemes de tardo                               | 秋歌          | aki no uta          |
| Estacions    | 6                   | Poemes d'hivern                               | 冬歌          | fuyu no uta         |
|              | 7                   | Poemes de felicitació                         | 賀歌          | ga no uta           |
| 8            | Poemes de Separació | 離別歌                                        | wakare no uta |                     |
| 9            | Poemes de viatge    | 羈旅歌                                        | tabi no uta   |                     |
| 10           | Acròstics           | 物名                                          | mono no na    |                     |
| Amor         | 11-15               | Poemes d'amor                                 | 恋歌          | koi no uta          |
| Miscel·lania | 16                  | Poemes de lamentació                          | 哀傷歌        | aishō no uta        |
| Miscel·lania | 17-18               | Poemes melancòlics                            | 雑歌          | kusagusa no uta     |
| Miscel·lania | 19                  | Poemes de miscel·lania                        | 雑躰歌        | zattai no uta       |
| Miscel·lania | 20                  | Poemes Tradicionals del departament de poesia | 大歌所御歌    | ōutadokoro no o'uta |

Els compiladors inclouen el nombre d'autors de cada poema i el tema tema (題, dai) o inspiració del poema si és conegut. Poemes majors del Kokinshū inclouen Ariwara no Narihira, Ono no Komachi, Henjō i Fujiwara no Okikaze, a part dels mateixos compiladors. Va ser considerat un gran honor el fet de ser inclosos en qualsevol col·lecció i particularment en el Kokinshū.